# Вентикано
Вентикано (итал. Venticano) — коммуна в Италии, располагается в регионе Кампания, в провинции Авеллино.
Население составляет  2 504 человек(30-11-2018), плотность населения составляет 176,84 чел./км². Занимает площадь 14 км². Почтовый индекс — 83030. Телефонный код — 0825.
Покровительницей населённого пункта считается Пресвятая Богородица. Праздник ежегодно празднуется 8 сентября, в день её Рождества.

## Примечание
1. ↑  Statistiche demografiche ISTAT. demo.istat.it. Дата обращения: 29 ноября 2019. Архивировано из оригинала 14 января 2018 года.